# Потапов, Сергей Матвеевич
Сергей Матвеевич Потапов (1886, Орловская губерния, Российская империя — 2 октября 1953, Сталинская область, Украинская ССР) — крепельщик шахты № 21 имени Хрущёва треста «Сталиншахтострой» Министерства строительства топливных предприятий СССР, Сталинская область, Украинская ССР. Герой Социалистического Труда (1948).

## Биография
Родился в 1886 году в одном из населённых пунктов Орловской губернии. В послевоенное время трудился крепельщиком шахты № 21 имени Хрущёва треста «Сталиншахтострой».
Ежегодно показывал высокие трудовые достижения. Указом Президиума Верховного Совета СССР от 28 августа 1948 года удостоен звания Героя Социалистического Труда за «выдающиеся успехи в деле увеличения добычи угля, восстановления и строительства угольных шахт и внедрения передовых методов работы, обеспечивающих значительный рост производительности труда» с вручением ордена Ленина и золотой медали «Серп и Молот».
За выдающиеся трудовые достижения по итогам работы в 1950 году награждён Орденом Трудового Красного Знамени.
После выхода на пенсию проживал в Сталинской области. Умер в октябре 1953 года.

## Награды
- Герой Социалистического Труда
- Орден Ленина
- Орден Трудового Красного Знамени (25.08.1951)